# GSC4041-1172
GSC4041-1172 — хімічно пекулярна зоря спектрального класу A2, що має видиму зоряну величину в смузі V приблизно 10,2.